# El anti-Lázaro
El anti-Lázaro es un poema del escritor chileno Nicanor Parra, publicado originalmente en 1981 de manera independiente, en Gráfica Marginal, Valparaíso. Es así considerado el decimotercer trabajo de poesía publicado del poeta.
Al igual que otros antipoemas de Parra, como «Descansa en paz», «Murió» o «El poeta y la muerte», aborda el tema de la muerte de una manera al mismo tiempo lúdica y sombría.
En 1985 fue incluido en su poemario Hojas de Parra, editado por David Turkeltaub, junto al poema «Los profesores», el cual también había sido editado independientemente, en 1971.

## Versión teatral
En 2000, el actor Alejandro Goic creó la obra de teatro Antilázaro, donde Parra fue interpretado por el actor Max Corvalán. La obra fue remontada en 2011 e itinerada en Santiago de Chile.
En diciembre de 2014, en el contexto del centenario de Nicanor Parra, Goic viajó a Buenos Aires para proponerle a Patricio Contreras que interpretara al poeta en un nuevo remontaje. Sin embargo, Contreras, un gran admirador de la obra parriana, ya estaba en contacto con Carmen Balcells para solicitar los derechos del autor para la creación de su propia obra teatral, Patricio Contreras dice Nicanor Parra, relacionada con Obra gruesa (1969).